# Tèsia grisa
La tèsia grisa (Tesia cyaniventer) és una espècie d'ocell de la família dels cètids (Cettiidae). Es troba a Bangladesh, Bhutan, Cambodja, Xina, l'Índia, Myanmar, Nepal, Tailàndia i Vietnam. Els seus hàbitats principals són els boscos tropicals i subtropicals de frondoses humits de les terres baixes i de l'estatge montà, els cursos d'aigua i els aiguamolls. El seu estat de conservació es considera de risc mínim.